# Черкасский (Краснодарский край)
Черкасский — хутор в Каневском районе Краснодарского края.
Входит в состав Стародеревянковского сельского поселения.

## География

### Улицы
- ул. Береговая.

## Население
| 2002 | 2010 |
| ---- | ---- |
| 124  | ↘120 |